# ラムセス8世
ラムセス8世（Ramesses VIII、在位：前1126年頃? - 1125年頃?）は、古代エジプト第20王朝の第7代ファラオ。即位名はウセルマアトラー・アケンアメンまたはセトヘルケプシェフ・メリアメン。

## 概要
ラムセス3世の末子の一人で、ラムセス4世、ラムセス6世の弟だった。同王朝で最も不明瞭な支配者で、在位期間は約1年、大きく見積もっても2年程度しかなかったと見られている。甥であるラムセス7世の死後、その後を継いだという事実から、王位の継承を巡って何らかの問題があった可能性がある。

## 王墓
20王朝の王の中で唯一王墓が見つかっていない。次の王ラムセス9世の息子メンチュヘルケプシェフの墓であるKV19は元々ラムセス8世の為に用意された墓だった可能性がある。またザヒ・ハワス監督下の発掘チームは、ラムセス8世が王位継承者となる以前、セトヘルケプシェフの名だった頃に建設された墓に埋葬された可能性があると見ている。さらに、ミイラも発見されておらず、既に発見されているミイラの中にも、ラムセス8世に該当する(または可能性のある)ミイラは居ない。